# Резолюция 263 на Съвета за сигурност на ООН
Резюлюция 263 на Съвета за сигурност на ООН е приета на 24 януари 1969 г. по повод изразеното с Резолюция 2479 (XXIII) oт 21 декември 1968 желание на Общото събрание да бъде увеличен броят на работните езици на Съвета за сигурност.
Резолюция 263 включва руския и испанския език сред официалните работни езици на Съвета за сигурност, във връзка с което резолюцията изменя временните процедурни правила на Съвета за сигурност, отнасящи се до официалните и работните езици на Съвета.